# Yasmeen Fletcher
Yasmeen Tori Fletcher (Condado de Orange, California; 1 de marzo de 2003) es una actriz y músico estadounidense, conocida por su papel de Nakia Bahadir en la miniserie de Disney+ Ms. Marvel.

## Primeros años
Fletcher nació el 1 de marzo de 2003 en Condado de Orange, California, el padre Troy, un contratista de piscinas y Maysoun, un abogado defensor.Ella es de ascendencia libanesa por parte de su madre.A la edad de tres años, creció en Las Vegas, Nevada, con su hermana menor. Después de viajar entre Las Vegas y California durante varios años, la familia se mudó oficialmente a La Crescenta a finales de 2018.

## Carrera
Fletcher hizo su debut en 2019 con papeles en la película Ham on Rye como Yasmeen, la compañera de equipo de baloncesto de Buffy (Sofia Wylie) en la 3ª temporada en la serie dramática de Disney Channel Andi Mack como Kaitlin. Fletcher luego interpretó a Chandra en la película original de Disney Channel Upside Down Magic, una adaptación de la serie de libros Scholastic del mismo nombre,y Carly en la película ciencia ficción familiar Let Us In.
En diciembre de 2020, se reveló que Fletcher se había unido al elenco principal en la miniserie de Marvel de Disney+ de 2022, Ms. Marvel como Nakia, una amiga de la escuela del personaje titular, también conocida como Kamala Khan (Iman Vellani).

## Filmografía
| Año  | Título                               | Personaje                  | Notas                                           |
| ---- | ------------------------------------ | -------------------------- | ----------------------------------------------- |
| 2019 | Ham on Rye                           | Yasmeen                    |                                                 |
| 2019 | Piper's Picks TV                     | Ella misma                 | Episodio: «Andi Mack's Darius Marcell»          |
| 2019 | Andi Mack                            | Kaitlin                    | 2 episodios                                     |
| 2020 | Upside Down Magic                    | Chandra                    | Disney Channel Original Movie                   |
| 2021 | Let Us In                            | Carly                      |                                                 |
| 2022 | Ms. Marvel                           | Nakia Bahadir              | 5 episodios                                     |
| 2022 | Burning Questions with "Ms. Marvels" | Ella misma                 |                                                 |
| 2022 | Marvel Studios: Assembled            | Ella misma / Nakia Bahadir | Episodio: «Assembled: The Making of Ms. Marvel» |
| 2023 | The Graduates                        | Romie                      |                                                 |
| 2023 | Jamila                               | Nour                       | Cortometrajes                                   |
| 2024 | What You Taught Me                   | Zoe                        | Cortometrajes                                   |
| TBA  | American Spirit                      | Melody                     |                                                 |
| TBA  | 4251                                 | Emma                       | Cortometraje                                    |

### Videoclips
| Año  | Título                  | Artista      |
| ---- | ----------------------- | ------------ |
| 2019 | «Jovan Armand: Foreign» | Jovan Armand |
| 2019 | «Jarid Root: I'm Alone» | Jarid Root   |